# Station Głuchołazy
Station Głuchołazy is een spoorwegstation in de Poolse plaats Głuchołazy.